# Toyota TF109

El Toyota TF109 fue monoplaza de Fórmula 1 que el equipo Toyota Racing construyó y utilizó en la temporada 2009 de Fórmula 1. Fue revelado en línea en el sitio web de Toyota el 15 de enero de 2009 y realizó su debut en pista el 18 de enero en el Autódromo de Algarve. Durante la temporada fue conducido por Jarno Trulli y Timo Glock, a quien en las últimas dos citas sustituyó Kamui Kobayashi.
En lo que a rendimiento el coche era muy inconsistente. Todo comenzó bien con tres podios en las cuatro primeras carreras de la temporada, gracias al doble difusor que montaba el coche. En el lapso de sólo dos carreras sin embargo, el TF109 pasó de monopolizar la primera fila en Baréin a salir en la última fila en Mónaco. El coche a partir de entonces era poco competitiva a pesar de algunos destellos de esperanza en Singapur cuando Timo Glock terminó segundo y Japón cuando Jarno Trulli también terminó segundo.

## Resultados
(Clave) (negrita indica pole position) (cursiva indica vuelta rápida)

| Año         | Motor     | Neu. | N.º | Pilotos         | 1   | 2   | 3   | 4   | 5   | 6   | 7   | 8   | 9   | 10  | 11  | 12  | 13  | 14  | 15  | 16  | 17  | Puntos | Pos. |
| ----------- | --------- | ---- | --- | --------------- | --- | --- | --- | --- | --- | --- | --- | --- | --- | --- | --- | --- | --- | --- | --- | --- | --- | ------ | ---- |
| 2009        | RVX-09 V8 | B    |     |                 | AUS | MYS | CHN | BHR | ESP | MON | TUR | GBR | GER | HUN | EUR | BEL | ITA | SIN | JPN | BRA | ABU | 59.5   | 5.º  |
| 2009        | RVX-09 V8 | B    | 9   | Jarno Trulli    | 3   | 4~  | Ret | 3   | Ret | 13  | 4   | 7   | 17  | 8   | 13  | Ret | 14  | 12  | 2   | Ret | 7   | 59.5   | 5.º  |
| 2009        | RVX-09 V8 | B    | 10  | Timo Glock      | 4   | 3~  | 7   | 7   | 10  | 10  | 8   | 9   | 9   | 6   | 14  | 10  | 11  | 2   | DNS |     |     | 59.5   | 5.º  |
| 2009        | RVX-09 V8 | B    | 10  | Kamui Kobayashi |     |     |     |     |     |     |     |     |     |     |     |     |     |     |     | 9   | 6   | 59.5   | 5.º  |
| Referencia: |           |      |     |                 |     |     |     |     |     |     |     |     |     |     |     |     |     |     |     |     |     |        |      |